# Exorista platycera
Exorista platycera là một loài ruồi trong họ Tachinidae.